# Adriano Gerlin da Silva
Adriano Gerlin da Silva (Dracena, 20 september 1974), ook wel kortweg Adriano genoemd, is een voormalig Braziliaans voetballer. Hij werd in 1993 uitgeroepen tot beste speler van het WK voetbal U20 in Australië, waar Brazilië voor de derde maal in de geschiedenis de titel behaalde bij het jeugdtoernooi.